# Emil Adamič
Emil Adamič (n. 25 decembrie 1877, Dobrova, Dobrova-Polhov Gradec, Slovenia – d. 6 decembrie 1936, Ljubljana, Regatul Iugoslaviei) a fost un compozitor sloven.